# Pilea pleuroneura
Pilea pleuroneura är en nässelväxtart som beskrevs av J. D. Smith.. Pilea pleuroneura ingår i släktet pileor, och familjen nässelväxter. Inga underarter finns listade i Catalogue of Life.